# Spiraeanthemum
Spiraeanthemum es un género botánico con 29 especies de plantas con flores perteneciente a la familia Cunoniaceae.

## Taxonomía
El género fue descrito por Asa Gray  y publicado en U. S. Explor. Exped. Bot. 1(15): 666. 1854. La especie tipo es: Spiraeanthemum samoense A. Gray.

## Especies
| - Spiraeanthemum austro-caledonicum - Spiraeanthemum bougainvillense - Spiraeanthemum brongniartianum - Spiraeanthemum bullatum | - Spiraeanthemum caledonicum - Spiraeanthemum comptonii - Spiraeanthemum davidsonii - Spiraeanthemum densiflorum |